# Monsters (film)
Pour les articles homonymes, voir Monsters.
Série
Monsters: Dark Continent
(2014)
Pour plus de détails, voir Fiche technique et Distribution.
Monsters est un film de science-fiction indépendant britannique écrit et réalisé par Gareth Edwards et sorti en 2010.

## Synopsis
Le film s'ouvre sur un convoi militaire américain attaqué par un extraterrestre semblable à un gigantesque poulpe.
Six ans auparavant, une sonde de la NASA s'est écrasée au Mexique, avec à son bord une forme de vie extraterrestre en provenance d'Io. Depuis, les extraterrestres ont proliféré et le nord du Mexique est devenu une zone interdite fréquemment bombardée par les États-Unis et l'armée mexicaine pour empêcher son agrandissement.
Le photographe Andrew Kaulder y est envoyé pour récupérer Samantha Wynden, la fille de son patron qui se trouve dans une zone de quarantaine à San Jose en Amérique centrale.
Pour regagner les États-Unis, les deux voyageurs se rendent en train le plus près possible de la zone et continuent à pied. Après plusieurs voyages en auto-stop, Andrew et Samantha arrivent jusqu'à une ville maritime pour y prendre le ferry le lendemain. L'officier commandant local leur explique qu'ils ne doivent pas arriver en retard car les militaires fermeront l'endroit dès leur bateau parti. La nuit, Andrew et Samantha discutent et se rapprochent : il a un fils né après une brève relation que son ex-femme refuse qu'il voie et elle est fiancée à un homme qu'elle n'aime pas.
Après une nuit arrosée, Andrew se rend compte que la femme avec qui il a couché lui a volé son passeport et celui de Samantha qu'il avait gardé. Ne pouvant embarquer, l'officier leur propose de passer illégalement par la zone interdite via son réseau de passeurs. Après être remontés vers le nord, ils embarquent dans un petit bateau qui longe l'endroit à proximité de la frontière américaine. À terre, ils sont récupérés par une bande armée chargée de les escorter jusqu'à bon port. La nuit, les passeurs leur montrent des œufs d'extraterrestres accrochés aux arbres, ce qui explique leur prolifération et les nombreux bombardements chimiques dans la région. Obligé de voyager de nuit, le convoi est attaqué par un extraterrestre de plusieurs dizaines de mètres et Samantha et Andrew sont les seuls survivants. Ils continuent à pied jusqu'à apercevoir l'immense mur frontière mais constatent que le poste-frontière est vide. La première ville qu'ils traversent est abandonnée et porte des marques de bombardements. Des panneaux routiers indiquent une route d'évacuation : des extraterrestres sont sortis de la zone. La seule présence humaine qu'ils croisent est une vieille femme qui semble folle. Ils continuent leur périple jusqu'à une station-service qui est encore reliée au réseau électrique. Ils avertissent les secours et contactent leurs proches sans trop savoir ce qu'ils feront une fois leur aventure terminée. La nuit, deux extraterrestres se rencontrent à proximité de la station sous leurs yeux avant de se séparer.
Samantha décide de ne pas rentrer chez elle. Ils s'embrassent avant que la patrouille chargée de les récupérer ne les sépare, et l'on comprend que leur road trip est une préquelle à l'attaque de l'extraterrestre du début du film.

## Fiche technique
- Titre original : Monsters
- Réalisation et scénario : Gareth Edwards
- Musique : Jon Hopkins
- Décors : Gareth Edwards
- Photographie : Gareth Edwards
- Montage : Colin Goudie
- Production : Allan Niblo et James Richardson
- Société de production : Vertigo Films
- Sociétés de distribution : Vertigo Films (Royaume-Uni), SND (France)
- Budget : ~ 500 000 dollars[1]
- Langues originales : anglais, espagnol
- Pays de production :  Royaume-Uni
- Format : couleur - 2.35 : 1 - Dolby Digital - 35 mm
- Genre : science-fiction
- Durée : 94 minutes
- Dates de sortie[2] :
  - Royaume-Uni : 3 décembre 2010
  - France : 1er décembre 2010

## Distribution
- Whitney Able (VF : Audrey D'hulstère) : Samantha Wynden
- Scoot McNairy (VF : Pierre Lognay) : Andrew Kaulder

Version Française
- Société de doublage : Dames Blanches
- Version Française : Symphonia Films
- Direction Artistique : Daniel Nicodème
- Dialogues : Didier Drouin
- Mixage : Frédéric Dray

Source et légende : Version française (VF) sur carton du doublage français

## Production

### Développement
Gareth Edwards a imaginé l'histoire aux Maldives en voyant un pêcheur lutter avec sa canne à pêche. Il pense alors à un énorme monstre surgissant de l'eau : « Je voyais les autres pêcheurs qui se foutaient de leur malheureux camarade qui se battait avec sa prise, et je me suis dit que ce serait génial s'il pouvait s'agir d'une créature avec des tentacules. »
Le scénario original prévoyait trois histoires indépendantes qui se rejoindraient à la fin. Le réalisateur-scénariste explique : « L'une évoquait un couple de routards à sac à dos, l'autre un soldat partant combattre les aliens, et la troisième une personne à la recherche d'un proche. Mais c'est devenu trop difficile à gérer […]. Les producteurs m'ont donc suggéré de tout recentrer sur le gars et la fille, car c'était potentiellement plus commercial. »
Gareth Edwards crée lui-même le design des monstres : « J'ai mis presque un an à résoudre cette question, et j'ai fait des centaines de dessins et de croquis pour élaborer mes monstres ! J'ai finalement choisi l'idée de la lumière vacillante pour que le style visuel des créatures soit plus intéressant et pour qu'elles dégagent une certaine beauté. […] J'ai jeté un œil aux organismes vivant dans les grands fonds océaniques, qui sont des crustacés ou des céphalopodes du type de la pieuvre. J'ai donc combiné leurs anatomies pour obtenir un truc original, auquel j'ai ajouté la bioluminescence. »

### Attribution des rôles
L'acteur principal Scoot McNairy est choisi grâce à son rôle dans le film indépendant In Search of a Midnight Kiss. Pour le rôle féminin principal, Gareth Edwards lui demande si sa compagne Whitney Able, également actrice, serait intéressée. Celle-ci accepte de rejoindre la distribution.
Le reste des auditions est principalement composé d'amateurs recrutés sur les lieux de tournage.

### Tournage
« 
Le fait qu'une équipe de cinq personnes et un réalisateur aient pu tourner un film de monstre qui a été acheté presque partout dans le monde est hallucinant. C'est à la fois une histoire d'amour, un film d'horreur et un road-movie. Le tout avec un budget qui couvrirait à peine les frais de cantine d'une journée de tournage d'une production hollywoodienne moyenne. C'est une véritable libération par rapport aux conditions de tournage classiques, et une révolution qui, à mon avis, inspirera les étudiants de cinéma qui se demandent sans cesse comment rivaliser avec Hollywood. C'est un grand pas dans ce sens.
 »
— Allan Niblo, le producteur
En plus d'être réalisateur et scénariste, Gareth Edwards a également été directeur de la photographie et créateur des décors du film.
En raison du très faible budget du film, certaines scènes en extérieur ont été tournées sans autorisation.
Whitney Able raconte un tournage assez mouvementé et exotique : « On devait faire attention aux moustiques, aux alligators et aux serpents, ainsi qu'à la chaleur étouffante et au risque de déshydratation. À un moment donné, on a dû traverser la jungle dans le noir le plus complet, après le coucher du soleil, car c'était le seul chemin possible et j'étais certaine qu'on finirait tous dévorés par une panthère. »

#### Lieux de tournage
Sauf indication contraire, les informations mentionnées dans cette section peuvent être confirmées par la base de données cinématographiques IMDb,  présente dans la section « Liens externes ».
Le tournage devait se dérouler au Cambodge ou en Thaïlande mais le scénario a été modifié.
Les personnages sont devenus américains et le lieu de l'action est déplacé au Mexique. Des scènes sont également tournées au Texas, au Guatemala— notamment sur le site archéologique maya de Yaxha —, au Costa Rica et au Belize.

## Bande originale
Sauf indication contraire, les informations mentionnées dans cette section peuvent être confirmées par le générique de fin de l'œuvre audiovisuelle présentée ici, ainsi que par la base de données cinématographiques IMDb,  présente dans la section « Liens externes ».
- El Cascabel par Conjuntos Tlalixcoyan Y Medellin.

Par Eva Abraham et Andrew « Andy » Waterworth :
- Mi Amor.
- Muchos Mescal.
- Letter From Mexico.
- Arriba Tequilla.
- Ramon Ramerez.
- Business in Mexico.

Musiques non mentionnées dans le générique
Par Jon Hopkins :
- Prologue, durée : 1 min 14 s.
- Journey, durée : 2 min 52 s.
- Candles, durée : 2 min 28 s.
- Water, durée : 1 min 18 s.
- Underwater, durée : 2 min.
- Spores, durée : 1 min 47 s.
- Campfire, durée : 2 min 36 s.
- Dawn, durée : 1 min 58 s.
- Attack, durée : 1 min 57 s.
- Temple, durée : 2 min 30 s.
- Encounter, durée : 5 min 49 s.
- Monsters Theme, durée : 4 min 55 s.

## Sortie et accueil

### Accueil critique
Sur l'agrégateur américain Rotten Tomatoes, le film récolte 73 % d'opinions favorables pour 159 critiques. Sur Metacritic, il obtient une note moyenne de 63⁄100 pour 26 critiques.
En France, le site Allociné propose une note moyenne de 3,4⁄5 à partir de l'interprétation de critiques provenant de 19 titres de presse.

### Box-office
- Mondial :  ~ 4 188 738 $ US[8]
- États-Unis : ~ 237 301 $ US[Note 1]
- Royaume-Uni : ~ 847 442 £[Note 2]
- France : ~ 67 514 entrées[Note 3]

## Distinctions
Source : Internet Movie Database

### Récompenses
- 2010 : Austin Film Critics Association : meilleur premier film
- 2010 : National Board of Review : meilleur film indépendant
- 2010 : British Independent Film Awards : meilleur réalisateur

### Nominations et sélections
- 2010 : British Academy of Film and Television Arts : Carl Foreman Award pour Gareth Edwards
- 2010 : London Film Critics Circle Awards
  - Meilleur film britannique
  - Meilleur espoir pour Gareth Edwards
- 2010 : film sélectionné au Los Angeles Film Festival
- 2010 : National Board of Review : meilleur film indépendant

## Suite
Succès surprise au box-office et ce avec un tout petit budget, Monsters a suscité beaucoup d’intérêt de la part des studios. Une suite est alors mise en chantier et intitulée  Monsters: Dark Continent. L'histoire se déroule sept ans après l'intrigue de Monsters. Occupé sur le tournage de Godzilla, Gareth Edwards officie seulement comme producteur, le film étant réalisé par Tom Green. Le tournage débute en mars 2013.
Huit ans après sa sortie, la chaîne britannique Channel 4 commande une série tirée de Monsters, avec le scénariste Ronan Bennett au poste de showrunner.